# Кошелєва Марія Дмитрівна
Марія Дмитрівна Кошелєва (рос. Мария Дмитриевна Кошелева; 1895—1970) — доярка, Герой Соціалістичної Праці (1949).

## Біографія
Марія Дмитрівна Кошелєва народилася в 1895 році в Костромській губернії. З 1914 року працювала дояркою спочатку в маєтку Караваєво, а після встановлення Радянської влади — в організованому там же радгоспі.
В кінці 1930-х років в радгоспі «Караваєво» була виведена Костромська порода корів. Завдяки великій роботі, проведеній радгоспними доярками, в тому числі Кошелєвою, були значно збільшені надої молока. Вона стала однією з перших доярок радгоспу, нагороджених орденом Леніна. Незабаром Кошелєва була призначена бригадиром доярок. У 1948 році зуміла від кожної із закріплених за нею 8 корів отримати в середньому по 5522 кілограма молока.
Указом Президії Верховної Ради СРСР від 12 липня 1949 року за «отримання високої продуктивності тваринництва в 1948 році» Марія Дмитрівна Кошелєва удостоєна високого звання Героя Соціалістичної Праці з врученням ордена Леніна і медалі «Серп і Молот».
Померла в 1970 році. Похована на кладовищі села Поддубне поблизу Караваєво Костромського району Костромської області 
Також нагороджена трьома орденами Леніна і низкою медалей.